# 772 Tanete

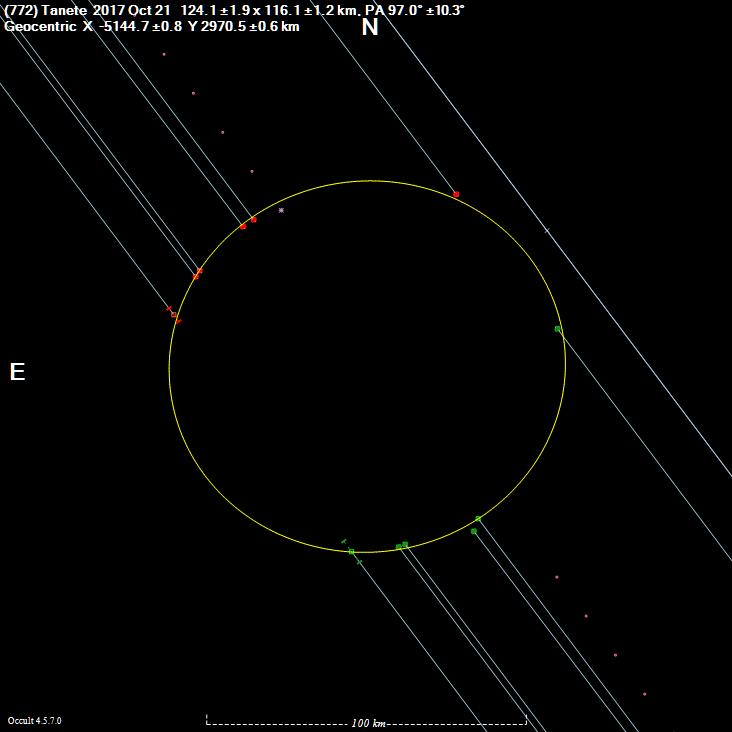
772 Tanete

772 Tanete eller 1913 TR är en stor asteroid i huvudbältet, som upptäcktes den 19 december 1913 av den tyske astronomen Adam Massinger i Heidelberg. Den är uppkalad efter den indonesiska staden Tanete.
Den har en diameter på ungefär 126 kilometer.